# Takuma
Takuma (jap. たくま, タクマ) – męskie imię japońskie.

## Znane osoby
- Takuma Aoki (拓磨), japoński motocyklista
- Takuma Edamura (匠馬), japoński piłkarz
- Takuma Hidaka (拓磨), japoński piłkarz
- Takuma Satō (琢磨), japoński kierowca wyścigowy
- Takuma Takewaka (拓磨), japoński seiyū
- Takuma Tsuda (琢磨), japoński piłkarz

## Fikcyjne postacie
- Takuma Ichijō (拓麻), bohater mangi i anime Vampire Knight
- Takuma Kurebayashi (拓真), główny bohater mangi i anime Jigoku Shōjo Futakomori
- Takuma Sakazaki (タクマ), postać z gry Art of Fighting